# Geomalacus maculosus

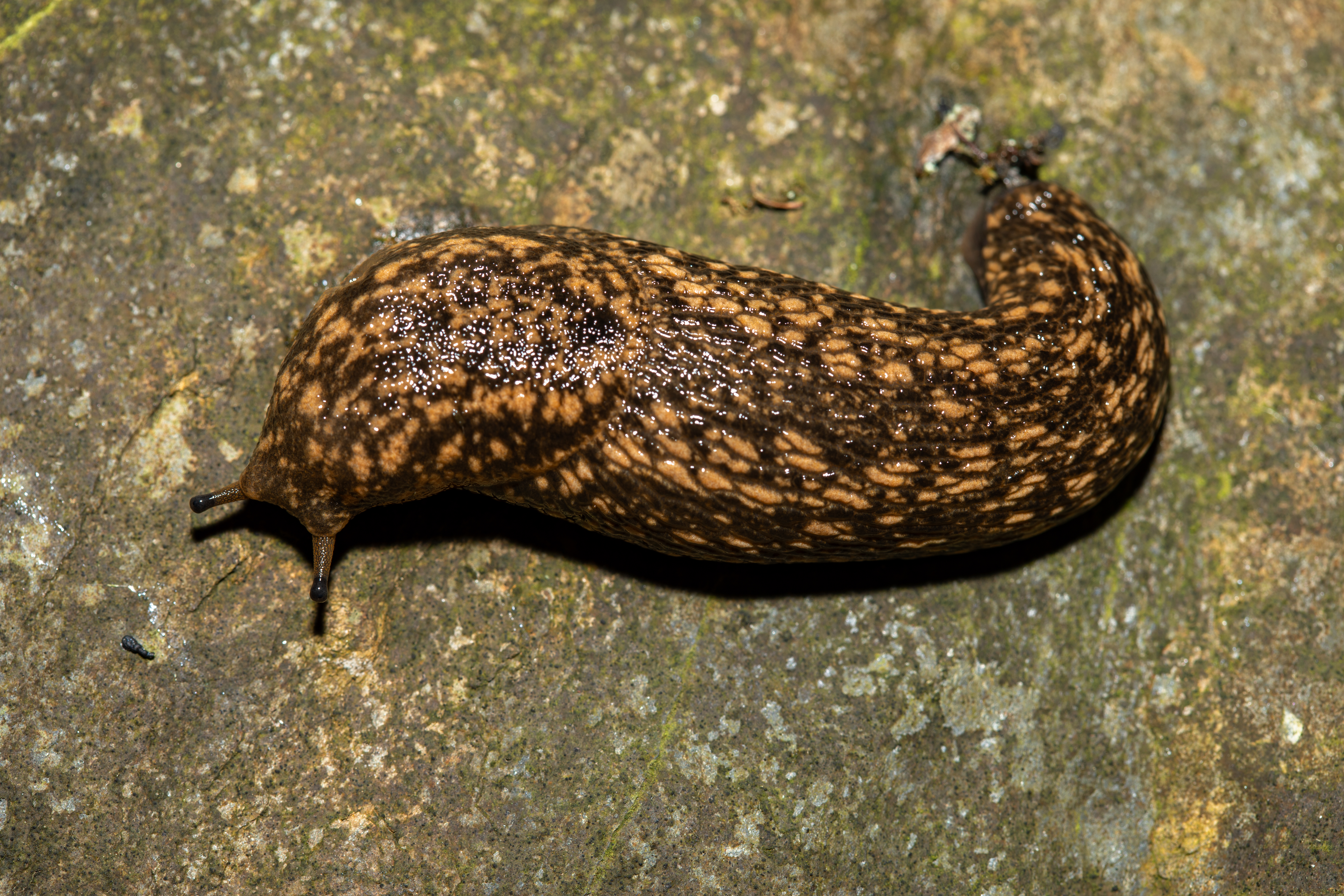
Lesma-do-Gerês Adulta

Geomalacus maculosus ou lesma-do-gerês é uma espécie de lesma da família Arionidae.
Pode ser encontrada nos seguintes países: Irlanda, Portugal e Espanha, tendo uma distribuição disjunta.